# James Lind
James Lind (4 de octubre de 1716 - 13 de julio de 1794) fue un médico escocés.

## Biografía
Lind nació en Edimburgo, Escocia en 1716. Estudió medicina en el Royal College of Surgeons of Edinburgh y se unió a la marina en 1739 como médico. Sirvió en el Mediterráneo, en la Costa Oeste de África y en las Indias Occidentales. En 1748 se retiró de la marina y escribió su tesis acerca de las muertes por enfermedades venéreas; luego ejerció como médico en Edimburgo. Lind publicó en 1753 su obra Tratado sobre la naturaleza, las causas y la curación del escorbuto. Murió en 1794 en Gosport.

## Legado
Lind estuvo a bordo del buque Salisbury entre 1746 y 1747. Durante estos viajes, que duraron 10 y 11 semanas, pudo observar cómo el escorbuto se desarrollaba alarmantemente entre los marineros. Lind observó cómo de 350 marineros solo 80 lograron llegar a Plymouth. El resto o bien murió, o bien tuvieron que desembarcar durante la travesía a causa de problemas de salud. El escorbuto no era el único problema que Lind observó entre los marinos; el desarrollo de otras enfermedades pusieron en alerta al médico.
Lind tuvo ocasión de observar a varios enfermos de escorbuto a bordo del Salisbury en mayo de 1747. A cada uno le dio un tratamiento distinto, con diferentes dietas; vinagre, nuez moscada, agua de mar, etc. A dos de los enfermos les suministraba naranjas y limones; entonces se dio cuenta de que la gente que consumía cítricos se curaba rápidamente del escorbuto. Además observó que la gente cuya dieta era escasa o nula en frutas y verduras era la que padecía de este mal. Si bien Lind no fue el primer en sugerir que los cítricos como cura para el escorbuto, sí fue el primero en estudiar su efecto en un experimento sistemático. Se clasifica como uno de los primeros experimentos clínicos reportados y controlados en la historia de la medicina, particularmente por el uso de grupos de control.
Lind convenció al Capitán Cook de que debía alimentar a su tripulación con frutas frescas, sobre todo con cítricos, ricos en vitamina C. Hasta 1789 no se dio crédito a las investigaciones de Lind, y la armada británica comenzó a tomar medidas contra este mal.
Para 1795, en las armadas se contaba siempre con fruta fresca, sobre todo cítricos. Lind también logró mejorar las condiciones higiénicas de los barcos: ropa limpia para los marineros, fumigaciones y limpieza de la nave en general.

## Controversia
Es conocido que los españoles, ya desde al menos principios de siglo XVII, utilizaban de forma habitual cítricos como método para evitar el escorbuto, un siglo antes del nacimiento de James Lind.
La primera referencia escrita para el tratamiento del Escorbuto mediante cítricos se encuentra en Tractado breve de Anathomia y Chirugia, y de algunas enfermedades, que más comúnmente suelen haver en esta Nueva España de 1579 por Agustín Farfán.